# 国道49号

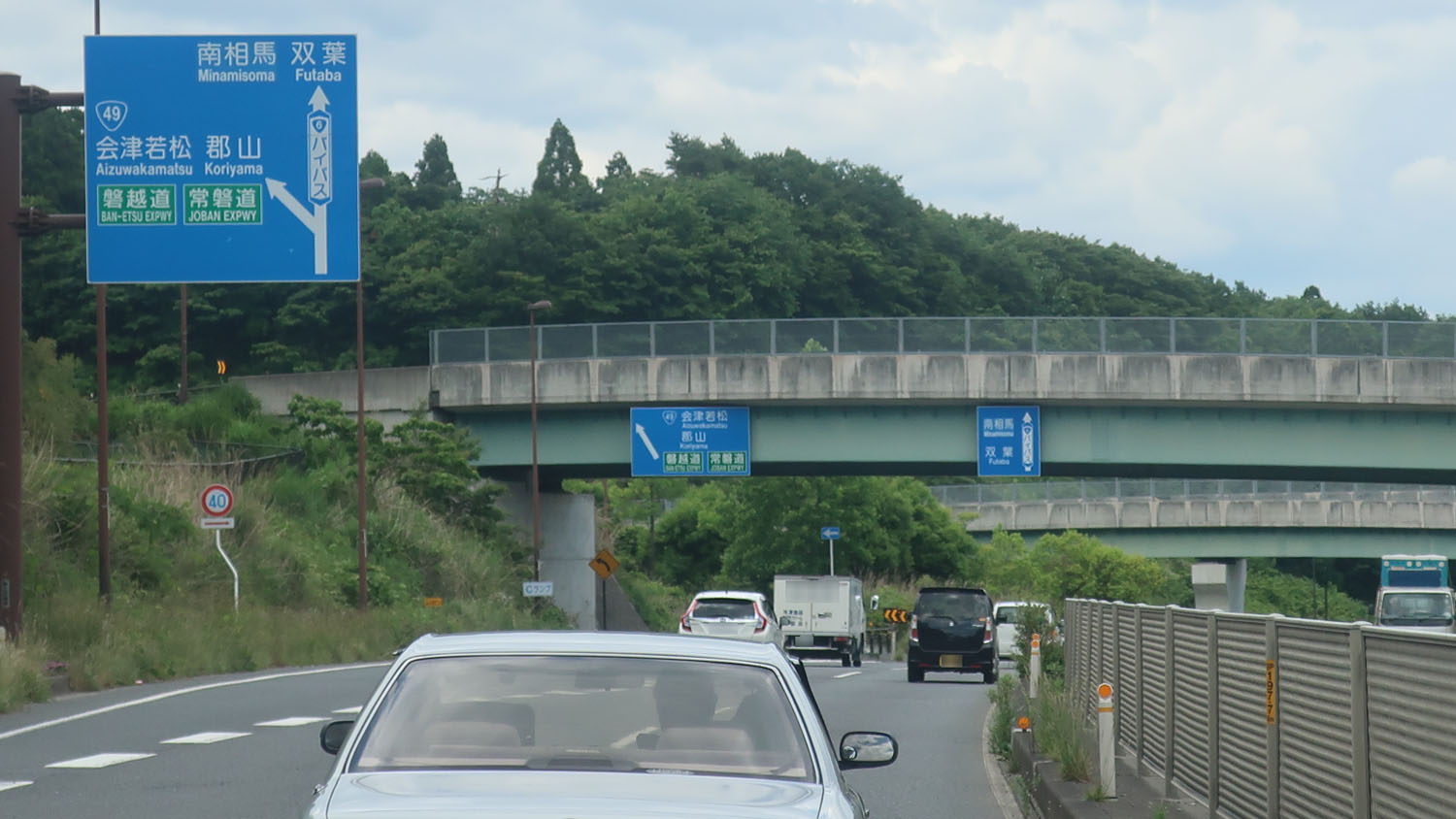
国道49号 起点
福島県いわき市
上矢田交差点付近

国道49号（こくどう49ごう）は、福島県いわき市から新潟県新潟市中央区に至る一般国道である。

## 概要
福島県浜通りから新潟県下越地方に至り、太平洋側と日本海側を結ぶ連絡線の1つである。旧道はいわき市平市街地、バイパスは平郊外から発して、浜通りから中通りの郡山市、会津地方の会津若松市などへと福島県内の主要都市を連絡し、県境を鳥井峠で越えて新潟県下越地方に入ると、阿賀町津川地区からは阿賀野川に沿って東蒲原郡を通る。阿賀野市の安田、水原地区を経由し、京ヶ瀬地区北西部からは一部連続立体交差方式のバイパス区間（横雲・亀田バイパス）。新潟市江南区を経由して、新潟市中央区に至る。阿武隈高地以外の全線で磐越自動車道と並走する。

### 路線データ
一般国道の路線を指定する政令に基づく起終点および重要な経過地は次のとおり。
- 起点：いわき市（常磐上矢田町沼ノ平23-1、上矢田交差点 = 国道6号交点）
- 終点：新潟市（中央区明石二丁目78番1、栗ノ木橋交差点 = 国道7号・国道8号・国道17号上、国道403号・国道459号起点）
- 重要な経過地：郡山市、福島県耶麻郡猪苗代町、会津若松市、同県河沼郡会津坂下町、同県耶麻郡西会津町、新潟県東蒲原郡津川町[注釈 2]、同県北蒲原郡安田町[注釈 3]、同郡水原町[注釈 3]、同県中蒲原郡亀田町[注釈 4]
- 総延長 : 253.4 km（福島県 173.3 km、新潟県 66.6 km、新潟市 13.5 km）重用延長を含む。[2][注釈 5]
- 重用延長 : 2.1 km（福島県 - km、新潟県 - km、新潟市 2.1 km）[2][注釈 5]
- 未供用延長 : なし[2][注釈 5]
- 実延長 : 251.3 km（福島県 173.3 km、新潟県 66.6 km、新潟市 11.4 km）[2][注釈 5]
  - 現道 : 237.8 km（福島県 173.3 km、新潟県 53.1 km、新潟市 11.4 km）[2][注釈 5]
  - 旧道 : 8.3 km（福島県 - km、新潟県 8.3 km、新潟市 - km）[2][注釈 5]
  - 新道 : 5.2 km（福島県 - km、新潟県 5.2 km、新潟市 - km）[2][注釈 5]
- 指定区間：いわき市常磐上矢田町沼平23番1 - 新潟市中央区明石二丁目78番1（全線）[3]

## 歴史

### 国道制定以前
江戸時代には、現在の福島県いわき市付近から中通り地方の郡山市付近までを結ぶ岩城街道（現在は磐城街道とも称される）、同県二本松市付近から会津地方の会津若松市付近を結ぶ二本松街道、また会津地方と新潟県を結ぶ越後街道が存在していた。これらの街道と現在の国道49号が経由する場所は異なる部分もあるが、それぞれの街道が現在の国道49号が経由する地域を連絡していた。
1879年（明治12年）10月、当時の陸羽街道から分岐（現在の福島県本宮市付近）して新潟県へと向かう道路が仮定県道の一等路線として指定された。その後、三島通庸の福島県令就任後、越後街道の区間は会津三方道路として重点的に改良された。また、1885年（明治18年）11月には磐城街道と呼ばれる区間も仮定県道の二等路線として指定された。

### 国道制定以降
1963年（昭和38年）4月に二級国道115号から一級国道49号に昇格し、平市（現いわき市）から内郷市（現いわき市）の区間が国（当時建設省、現国土交通省）の直轄となる。1966年（昭和41年）には郡山市内と新潟県北蒲原郡水原町（現阿賀野市）から新潟市の区間も国の直轄となり（後に1971年（昭和46年）には全線が指定区間となる）、東北地方建設局の磐城・郡山両国道工事事務所が福島県内を、北陸地方建設局の新潟国道工事事務所が新潟県内を担当し、改築事業に着手した。
だが、1967年（昭和42年）に発生した集中豪雨（羽越水害）では交通が寸断され、また冬は豪雪によって雪崩の危険を生じ、積雪時には不通となる険しい地形に位置するため、国道昇格と同時に新ルートの調査が始められ、阿賀野川の洪水、地滑り、雪崩の恐れがない地点を求めながら慎重に決定された。そして1971年（昭和46年）10月25日、福取トンネルの開通を以って会津若松から新潟間の第一次改築が完了し、現ルートによって全線が開通した。
1997年（平成9年）に磐越自動車道が全線開通するまでは福島と新潟を往来できる事実上唯一の幹線道路であった。しかし、ほとんどの区間が片側一車線であり現在でも朝夕の通勤時間帯は渋滞が激しい。東蒲原郡阿賀町津川地区から三川地区にかけての区間では阿賀野川右岸沿いにJR東日本磐越西線と併走しているが、この区間は断崖絶壁となっており、土砂災害が頻発している。特に1995年（平成7年）4月1日の新潟県北部地震においては、本尊岩トンネル付近で大規模な岩盤崩壊と土砂流出が発生する大きな被害が出た。当時の建設省ではこの区間の防災対策を重点的に行う「揚川改良」の事業を1978年度（昭和53年度）から実施してきたが、抜本対策として阿賀野川左岸側の山間部を経由するバイパス道路の整備に着手し、2013年（平成25年）3月30日全線供用開始した。
2010年（平成22年）12月25日 日本海側からの低気圧による大雪で福島県会津若松市から耶麻郡猪苗代町までの約22 キロメートル (km) と耶麻郡西会津町から河沼郡会津坂下町までの約12 kmの両区間で約300台ほどの車両が身動きがとれず立ち往生となった。

### 年表
- 1953年（昭和28年）5月18日 - 二級国道115号新潟平線（新潟県新潟市 - 福島県平市）
- 1963年（昭和38年）4月1日 - 一級国道49号（福島県平市 - 新潟県新潟市）

115号を昇格。115号は相馬市 - 猪苗代町に。
- 1965年（昭和40年）4月1日 - 一般国道49号（福島県平市 - 新潟県新潟市）

## 路線状況

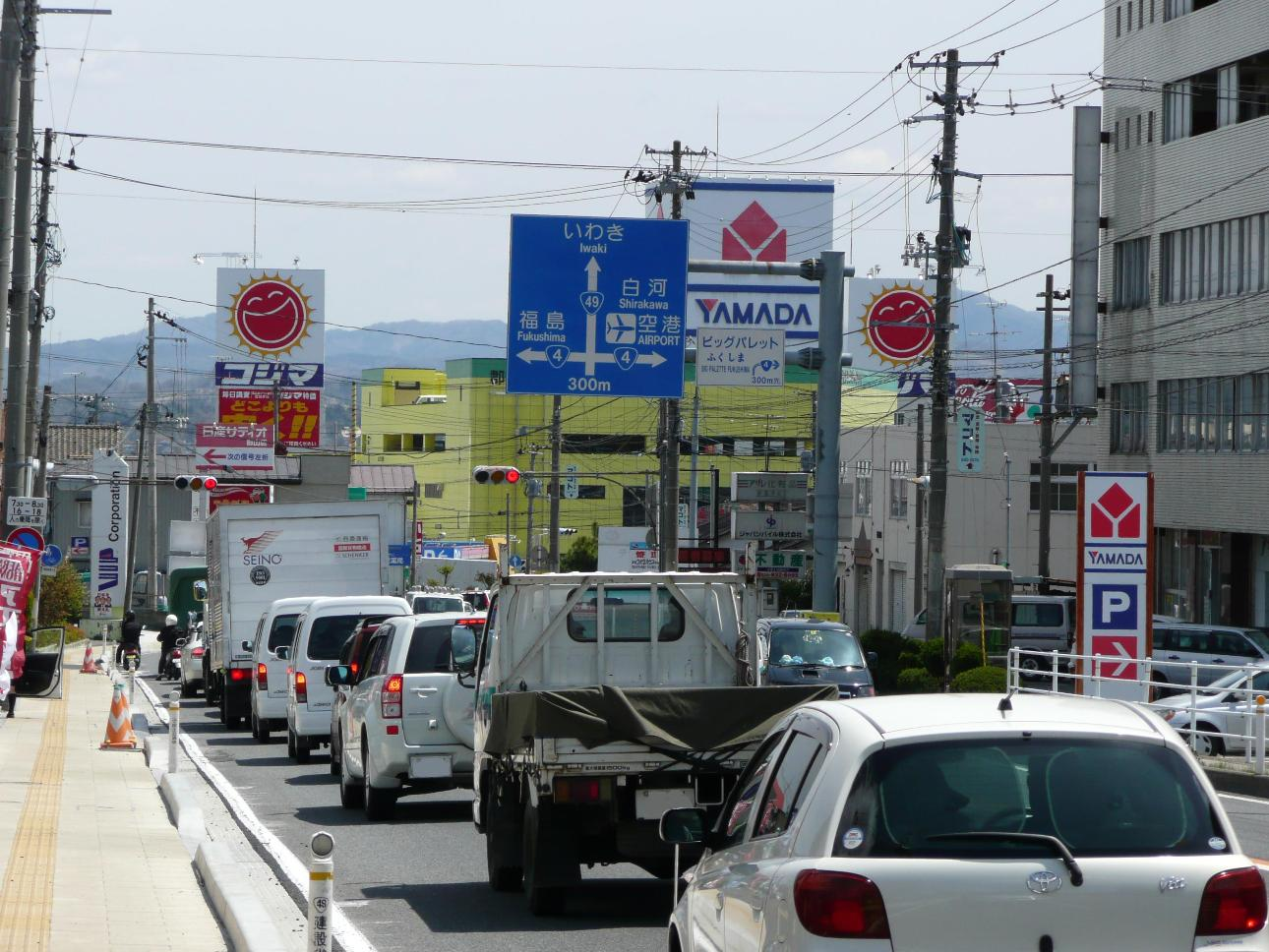
福島県郡山市
郡山警察署前交差点

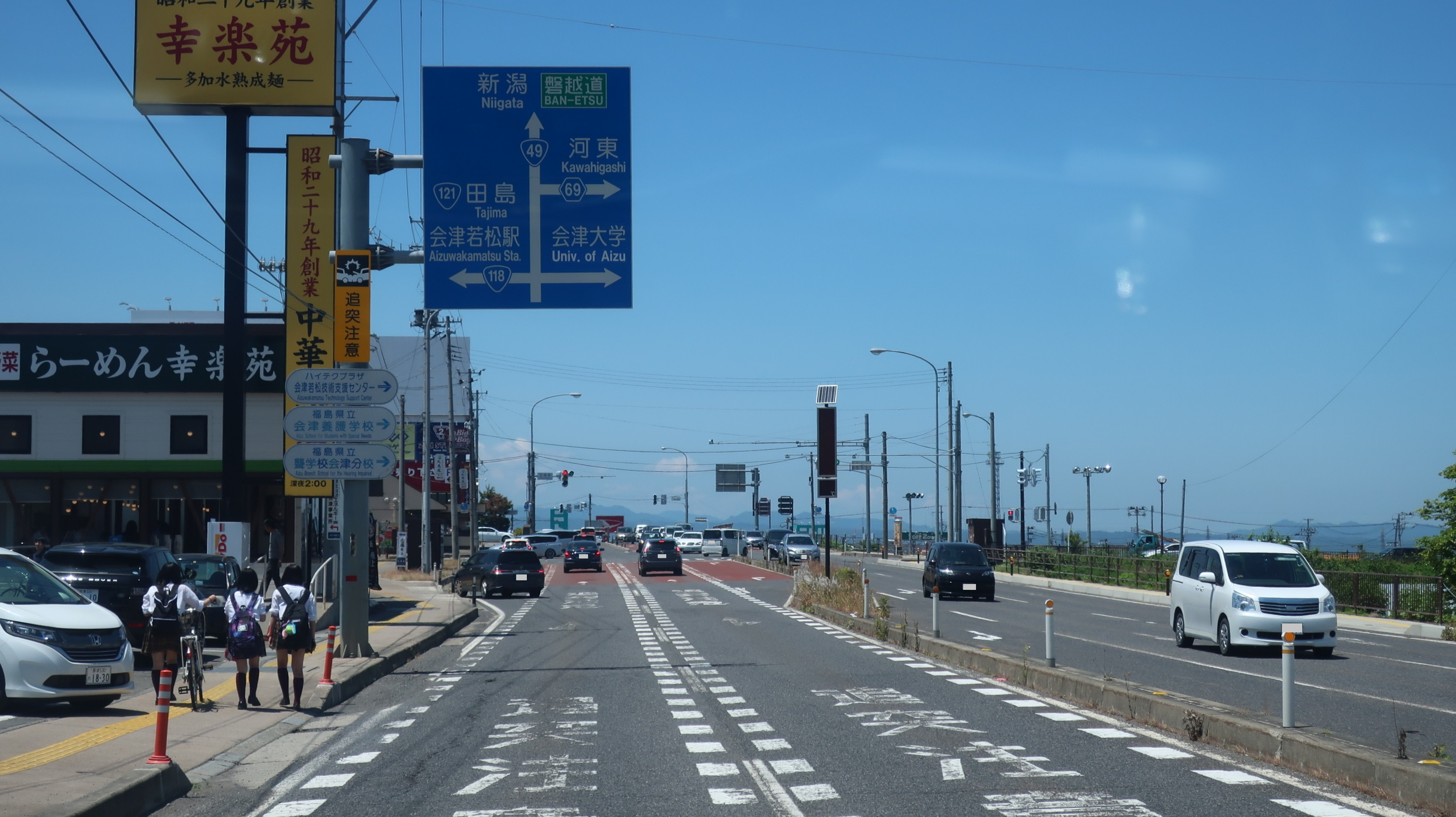
福島県会津若松市
北柳原交差点

福島県いわき市の上矢田交差点を起点とする国道49号は、同交差点で国道6号常磐バイパスより分岐し、平バイパスとして整備された区間を経て、いわき市郊外好間地区、三和地区へ至る。続いて平田村北部、郡山市田村地区を経由し同市中心部に至る。ここまでの区間の大部分は片側1車線で整備されており、中間部では阿武隈高地を横断するため、山間部を経由する区間も多い。
その後、国道は郡山市中心部を経由するが、同市の市街地はバイパス等の迂回路が存在しない上、郡山警察署前交差点付近から桑野三丁目交差点まで片側一車線の対面通行の区間であるため渋滞が慢性化している。中心部を経由後、下亀田交差点で国道4号あさか野バイパスと立体交差し、同市喜久田地区に至る。この区間の前後は、片側2車線で整備されている。続いて、同市熱海地区、中山峠、猪苗代町を経由し会津若松市に至るが、この区間も大部分が片側1車線で整備されており、奥羽山脈の横断などを含むため、多数のカーブや坂道が存在している。
その後、続いて経由する同市市街地も片側2車線区間があるが郊外型店舗が多く渋滞は激しい。このため会津若松市街地を通らない車両の大半は福島県道33号会津坂下河東線を経由している。会津若松市街地を経由後、国道は湯川村、会津坂下町を経由して会津盆地を横断し、柳津町から西会津町、県境を経て新潟県阿賀町津川地区に至る。この区間の大部分は片側1車線で整備されており、会津坂下町以西では越後山脈などが経路上に存在しているため七折峠、藤峠、車峠、鳥井峠、さらには惣座峠と峠道が連続し、坂道、カーブの多い道路になっている。
新潟県阿賀町津川地区からは、三川地区、阿賀野市に至るまで阿賀野川に近い土地を経由する。この区間も片側1車線が続くが、特に阿賀町の揚川ダム付近には道幅の狭い箇所・急カーブ・旧規格の狭いトンネルがあり、大型車同士のすれ違いが難しかった。このため津川バイパス途中の津川トンネル手前より道路改良事業「揚川改良」を行い、2013年（平成25年）3月30日に供用開始した。その先、阿賀野市安田地区を経由し、阿賀野市中心部の水原地区へと至る。この水原地区も片側1車線で渋滞が慢性化しており、現道の南西側を経由して水原地区の市街地を迂回する阿賀野バイパスの建設が進められた。
阿賀野市中心部からは、新潟市江南区を経由した後、同市中央区に至る。横雲バイパス、亀田バイパスなどがあり、国道7号、国道8号との交差点、紫竹山インターチェンジに至る亀田バイパスは全区間で4車線で整備されている。同ICから先は終点の栗ノ木橋交差点まで新潟市中心部を経由するが、国道7号、国道8号などとの重複区間で、栗ノ木バイパスとして6車線で整備されている。

### 別名
- 新町街道
- 越後街道
- 会津街道
- 若松街道
- 新平線（にっぺいせん）

### バイパス道路
※旧国道115号時代のバイパス道路を含む。
- 福島県
  - 平バイパス（いわき市常磐上矢田町沼平 - 同市好間町北好間）
  - 北好間改良
  - 好間三和防災
  - いわき水石トンネル（いわき市三和町合戸）
  - いわき三和トンネル（いわき市三和町渡戸 - 同市三和町中寺）
    - 三和トンネル（旧道）（いわき市三和町渡戸 - 同市三和町中寺）

  - 熱海バイパス（郡山市熱海町安子島 - 同市熱海町中山字二渡）
  - 中山トンネル（郡山市熱海町安子島 - 耶麻郡猪苗代町大字山潟）

旧道は現在通行止め
  - 上戸トンネル（耶麻郡猪苗代町大字山潟）
  - 猪苗代拡幅（耶麻郡猪苗代町大字壺楊 - 同町大字長田）
    - 金曲バイパス（耶麻郡猪苗代町大字金田 - 同町大字中小松）

  - 滝沢バイパス（会津若松市河東町八田 - 同市町北町大字上荒久田）
  - 若松バイパス（会津若松市町北町上荒久田 - 会津若松市町北町中沢西）
  - 塔寺バイパス（河沼郡会津坂下町大字塔寺 - 同町大字気多宮）
  - 坂本バイパス（河沼郡会津坂下町大字気多宮 - 同町大字坂本）

旧道は現在通行止め
  - 藤トンネル（河沼郡柳津町大字藤）
  - 西会津バイパス（耶麻郡西会津町野沢）
  - 会津防災（福島県河沼郡柳津町藤 - 福島県耶麻郡西会津町睦合）
  - 車トンネル（耶麻郡西会津町群岡 - 同町宝坂）
  - （耶麻郡西会津町宝坂）
  - （耶麻郡西会津町宝坂 - 新潟県東蒲原郡阿賀町八ツ田）
- 新潟県
  - 福取トンネル（東蒲原郡阿賀町福取）
  - 津川バイパス（東蒲原郡阿賀町平堀 - 同町津川）
  - 揚川改良（東蒲原郡阿賀町津川 - 同町白川）

旧道の本尊岩隧道 揚川隧道は、現在通行止め
  - （東蒲原郡阿賀町白崎 - 同町岩谷）：1969年（昭和44年）開通。
  - 五十島トンネル（東蒲原郡阿賀町岩谷 - 同町五十島）

旧道は現在通行止め
  - （東蒲原郡阿賀町取上 - 同町石間）：1968年（昭和43年）開通。
  - 阿賀野バイパス（阿賀野市六野瀬 - 寺社 - 下黒瀬）

（六野瀬 - 寺社間の「安田バイパス」および寺社 - 下黒瀬間の「水原バイパス」としてそれぞれ整備が行われていたが、市町村合併に伴い通称として阿賀野バイパスの名称を付与）
  - 水原地区改築区間（阿賀野市金田町 - 阿賀野市山口町一丁目）：1969年（昭和44年）12月10日開通。
  - 横雲バイパス（阿賀野市下黒瀬 - 新潟市江南区曙町）
  - 亀田バイパス（新潟市江南区曙町 - 同市中央区紫竹山）
  - 栗ノ木バイパス（新潟市中央区紫竹山 - 同市中央区明石）

### 重複区間

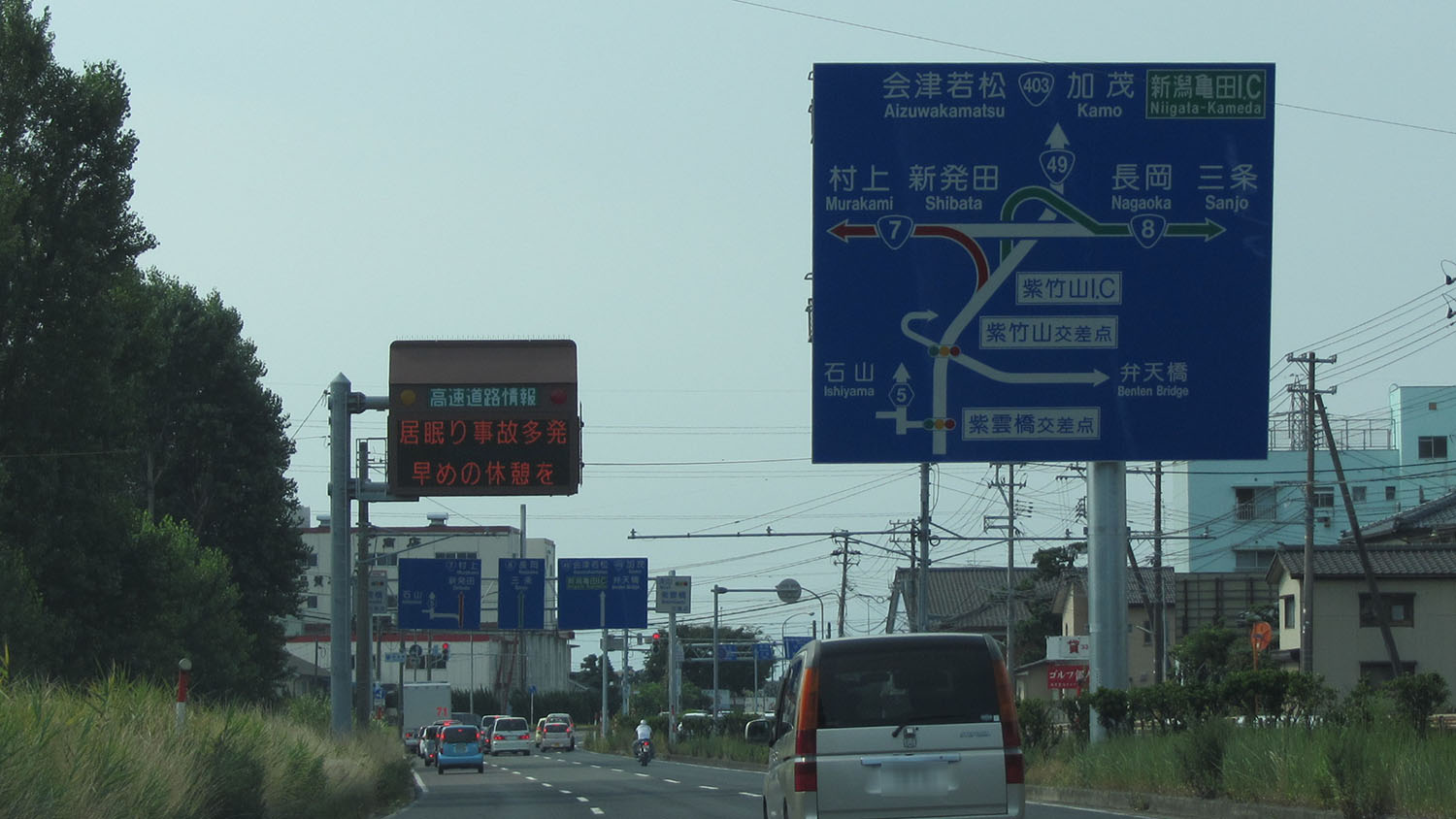
国道7号(重複区間)からの分岐
新潟県新潟市中央区 紫竹山IC

- 国道294号（福島県会津若松市・石山交差点 - 北柳原交差点）
- 国道121号（福島県会津若松市一箕町亀賀・北柳原交差点 - 会津若松市町北町始・観音前交差点）
- 国道252号（福島県会津若松市・高瀬交差点 - 河沼郡会津坂下町・会津坂下IC交差点）
- 国道459号（新潟県東蒲原郡阿賀町・津川IC入口交差点 - 新潟市中央区・栗ノ木橋交差点（終点））
- 国道290号（新潟県阿賀野市小松・馬下橋東詰交差点 - 阿賀野市保田・原町交差点）
- 国道460号（新潟県阿賀野市北本町・北本町交差点 - 阿賀野市安野町・安野町交差点）
- 国道403号（新潟県新潟市江南区・茅野山IC - 新潟市中央区・栗ノ木橋交差点（終点））
- 国道7号・国道8号・国道17号（新潟県新潟市中央区紫竹山・紫竹山IC - 新潟市中央区明石・栗ノ木橋交差点（終点））

### 道路施設

#### 橋梁
- 福島県
  - 草木橋（いわき市）
  - 上荒川橋（いわき市）
  - 五郎内橋（いわき市）
  - 内郷高架橋（いわき市）
  - 新栄一橋（いわき市）
  - 三和大橋（いわき市）
    - 全長：182.8 m
      - 主径間：36.4 m

    - 幅員：8.8 m[13]
    - 形式：5径間鋼連続鈑桁橋
    - 竣工：1968年（昭和43年）
    - 施工：汽車製造[14]
    - 三和町上市萱で好間川の支流に架かる。長沢峠のいわき側に位置しており、本橋などを含む区間が完成するまで、国道は現在より低い位置を経由していた。また、本橋は新栄一橋などとともに耐震補修の工事が行われていた[15]。本橋は20 m前後の高さがある[16]。本橋梁は、昭和後期に国道の改良事業により完成し、2003年（平成15年）に耐震補強のための工事を実施した。

  - 金山橋（郡山市）
  - 安積大橋（郡山市）
  - 磐梯熱海大橋（郡山市）
  - 月輪大橋（耶麻郡猪苗代町）
  - 金の橋・銀の橋（耶麻郡猪苗代町・会津若松市）
  - 宮古橋（河沼郡湯川村・同郡会津坂下町）
  - 坂本橋（河沼郡会津坂下町）
  - 藤大橋（河沼郡会津坂下町・同郡柳津町）
  - 新藤橋（河沼郡柳津町）
    - 全長：105.0 m
    - 幅員：9.3 m
    - 竣工：1969年（昭和44年）[13]

  - 柳津橋（河沼郡柳津町）
    - 全長：100.1 m
    - 幅員：9.3 m
    - 竣工：1969年（昭和44年）[13]

  - 鳥井大橋（耶麻郡西会津町）
- 新潟県
  - 見返大橋（東蒲原郡阿賀町）
  - 常浪橋（東蒲原郡阿賀町）
  - 麒麟橋（東蒲原郡阿賀町）- 旧道。通行可。
  - 西高架橋（東蒲原郡阿賀町）
  - 西ため池橋（東蒲原郡阿賀町）
  - 赤岩大橋（東蒲原郡阿賀町）
  - 小花地大橋（東蒲原郡阿賀町）
  - 黒岩橋（東蒲原郡阿賀町）
  - 白崎橋（東蒲原郡阿賀町）
  - 岩津橋（東蒲原郡阿賀町）
  - 取上橋（東蒲原郡阿賀町）
  - 釣浜橋（東蒲原郡阿賀町）
  - 新横雲橋（阿賀野市・新潟市）
  - とやの橋（新潟市）

#### トンネル
- 福島県
  - 上荒川トンネル（いわき市）
  - 五郎内トンネル（いわき市）
  - いわき水石トンネル（いわき市）
  - いわき三和トンネル（いわき市）
  - 熱海トンネル（郡山市）
  - 二渡トンネル（郡山市）
  - 中山トンネル（郡山市・耶麻郡猪苗代町）
  - 上戸トンネル（耶麻郡猪苗代町）
  - 七折峠トンネル（河沼郡会津坂下町）
  - 藤トンネル（河沼郡柳津町）
  - 車トンネル（耶麻郡西会津町）
- 新潟県
  - 福取トンネル（東蒲原郡阿賀町）
  - 新津川トンネル（東蒲原郡阿賀町）
  - 赤岩トンネル（東蒲原郡阿賀町）
  - 黒岩トンネル（東蒲原郡阿賀町）
  - 津川トンネル（東蒲原郡阿賀町）

旧道。
  - 本尊岩トンネル（東蒲原郡阿賀町）

旧道。現在は、通行止である。
  - 揚川トンネル（東蒲原郡阿賀町）

旧道。現在は、通行止である。
  - 五十島トンネル（東蒲原郡阿賀町）

#### 道の駅
- 福島県
  - ひらた（石川郡平田村）
  - あいづ（河沼郡湯川村）
  - にしあいづ（耶麻郡西会津町）
- 新潟県
  - みかわ（東蒲原郡阿賀町）
  - 阿賀の里（東蒲原郡阿賀町）
  - あがの（阿賀野市）

### 道路情報ラジオ放送区間
- 新潟県
  - 阿賀町津川
  - 阿賀野市保田

### 事前通行規制区間
| 区間                                                          | 距離     | 規制内容                                                       |
| ------------------------------------------------------------- | -------- | -------------------------------------------------------------- |
| 福島県いわき市好間町北好間字猪鼻地内 - 同市三和町合戸字入藪間 | 計4.5 km | 連続雨量が200 mm以上で通行止め。                               |
| 福島県郡山市熱海町中山 - 会津若松市河東町大字八田             | 計30 km  | 降雪時、風速12 m/s以上で吹雪によって視程不良になると通行止め。 |
| 新潟県阿賀町五十島 - 阿賀町取上間                             |          | 連続雨量180 mm以上で落石等が予想される場合通行止め。           |

### 交通量
2005年度交通サンセス 平日の24時間交通量
| 都道府県名 | 地点                       | 台数   |
| ---------- | -------------------------- | ------ |
| 福島県     | いわき市内郷御厩町         | 31,678 |
| 福島県     | いわき市好間町             | 19,870 |
| 福島県     | いわき市三和町             | 10,929 |
| 福島県     | 石川郡平田村               | 06,891 |
| 福島県     | 郡山市田村町               | 17,153 |
| 福島県     | 郡山市桑野二丁目           | 19,038 |
| 福島県     | 郡山市下亀田               | 31,519 |
| 福島県     | 郡山市富田町               | 43,412 |
| 福島県     | 郡山市喜久田町             | 19,833 |
| 福島県     | 郡山市熱海町               | 14,292 |
| 福島県     | 耶麻郡猪苗代町             | 13,998 |
| 福島県     | 会津若松市河東町           | 22,322 |
| 福島県     | 会津若松市町北町           | 29,657 |
| 福島県     | 河沼郡会津坂下町           | 15,017 |
| 福島県     | 耶麻郡西会津町             | 06,760 |
| 新潟県     | 東蒲原郡阿賀町             | 11,848 |
| 新潟県     | 新潟市江南区亀田曙町二丁目 | 28,060 |

## 地理

### 通過する自治体
- 福島県
  - いわき市 - 石川郡平田村 - 郡山市 - 耶麻郡猪苗代町 - 会津若松市 - 河沼郡湯川村 - 河沼郡会津坂下町 - 河沼郡柳津町 - 耶麻郡西会津町
- 新潟県
  - 東蒲原郡阿賀町 - 阿賀野市 - 新潟市（江南区 - 中央区）

### 交差する道路
- 国道6号（いわき市常磐上矢田町・上矢田交差点起点）
- E6常磐自動車道 いわき中央IC（いわき市好間町）
- E49磐越自動車道 いわき三和IC（いわき市三和町）
- 国道349号（いわき市三和町上三坂・上三坂交差点）
- E80あぶくま高原道路 平田IC（石川郡平田村）
- 国道4号 郡山バイパス（郡山市・下亀田交差点（郡山バイパス上り線）・中亀田交差点（郡山バイパス下り線））
- E4東北自動車道 郡山IC（郡山市）
- 国道115号（耶麻郡猪苗代町・道の駅猪苗代入口交差点）
- 国道294号（会津若松市・石山交差点 -（重複）- 北柳原交差点）
- 国道118号（会津若松市・北柳原交差点）
- 国道401号（会津若松市・北柳原交差点）
- 国道121号（会津若松市・北柳原交差点 -（重複）- 観音前交差点）
- 国道118号 若松西バイパス（会津若松市・中沢交差点）
- 国道252号（会津若松市・中沢交差点 -（重複）- 河沼郡会津坂下町・会津坂下IC交差点）
- E49磐越自動車道 会津坂下IC（河沼郡会津坂下町）
- 国道400号（耶麻郡西会津町野沢・黒沢入口）
- E49磐越自動車道 西会津IC（耶麻郡西会津町）
- 国道459号（東蒲原郡阿賀町・津川インター入口交差点 -（重複）- 新潟市・栗ノ木橋交差点終点）
- 国道459号旧道（東蒲原郡阿賀町・芹沢交差点 -（国道49号旧道重複・一部通行不能）- 東蒲原郡阿賀町黒岩）
- 国道290号（阿賀野市・馬下橋東詰交差点 -（重複）- 原町交差点）
- 国道460号（阿賀野市・月崎交差点 ）
- 国道403号（新潟市江南区・茅野山IC -（重複）- 新潟市中央区・栗ノ木橋交差点終点）
- E7日本海東北自動車道 新潟亀田IC（新潟市江南区）
- 国道7号・国道8号（※国道8号重複=国道17号）（新潟市中央区・紫竹山IC -（重複）- 栗ノ木橋交差点終点）

### 主な峠
- 長沢峠（標高570 m、新長沢峠）：福島県いわき市
- 中山峠（標高370m）：福島県郡山市 - 福島県耶麻郡猪苗代町 （中山トンネル）
- 七折峠（標高347 m）：福島県河沼郡会津坂下町 （七折トンネル）
- 藤峠（標高347 m）：福島県河沼郡柳津町 （藤トンネル）
- 車峠（標高210 m）：福島県耶麻郡西会津町（車トンネル）
- 鳥井峠（標高230 m）：福島県耶麻郡西会津町 - 新潟県東蒲原郡阿賀町
- 惣座峠（標高357 m） : 新潟県東蒲原郡阿賀町 （福取トンネル）

## ギャラリー

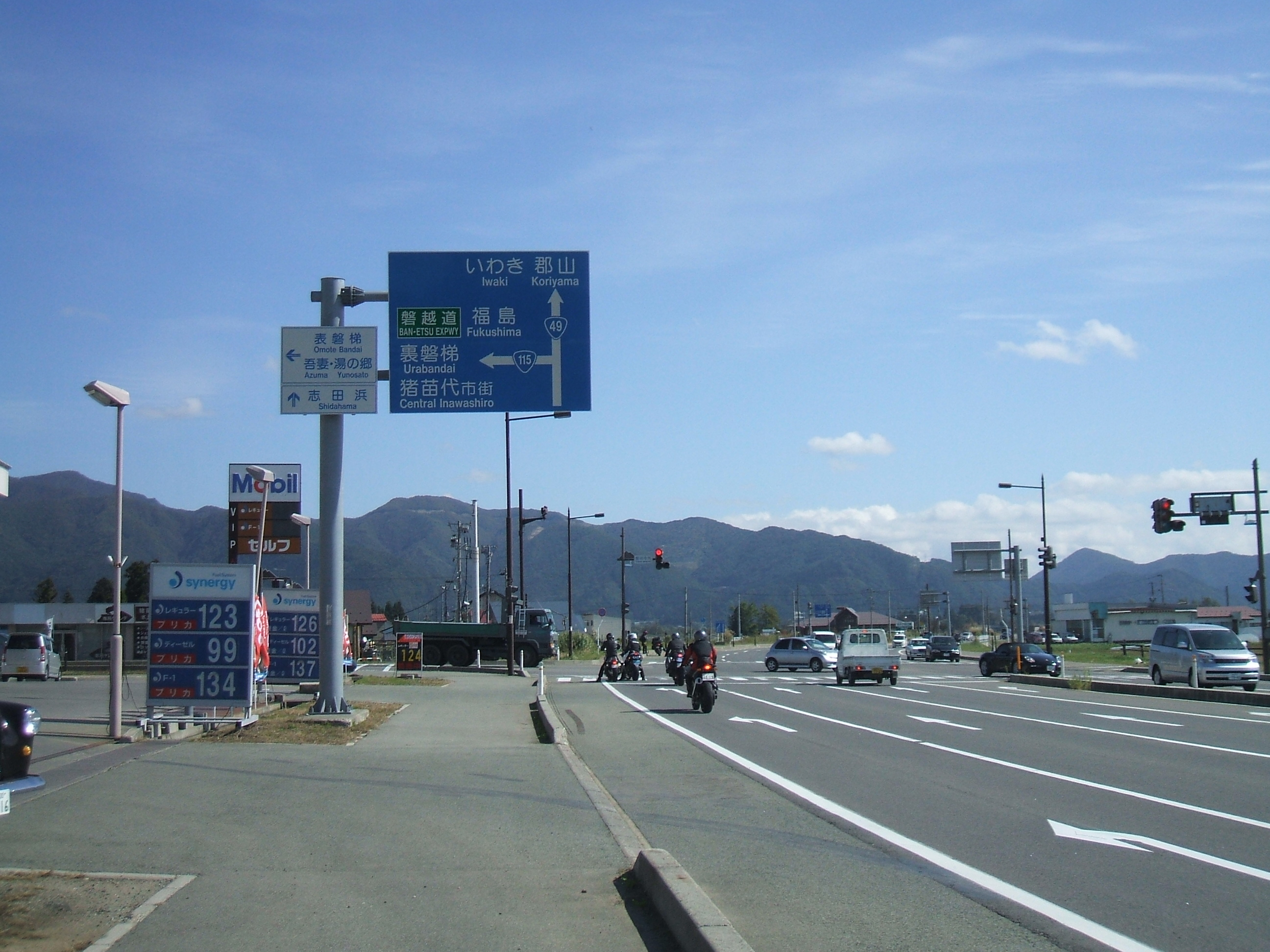
国道115号との分岐 福島県耶麻郡猪苗代町堅田
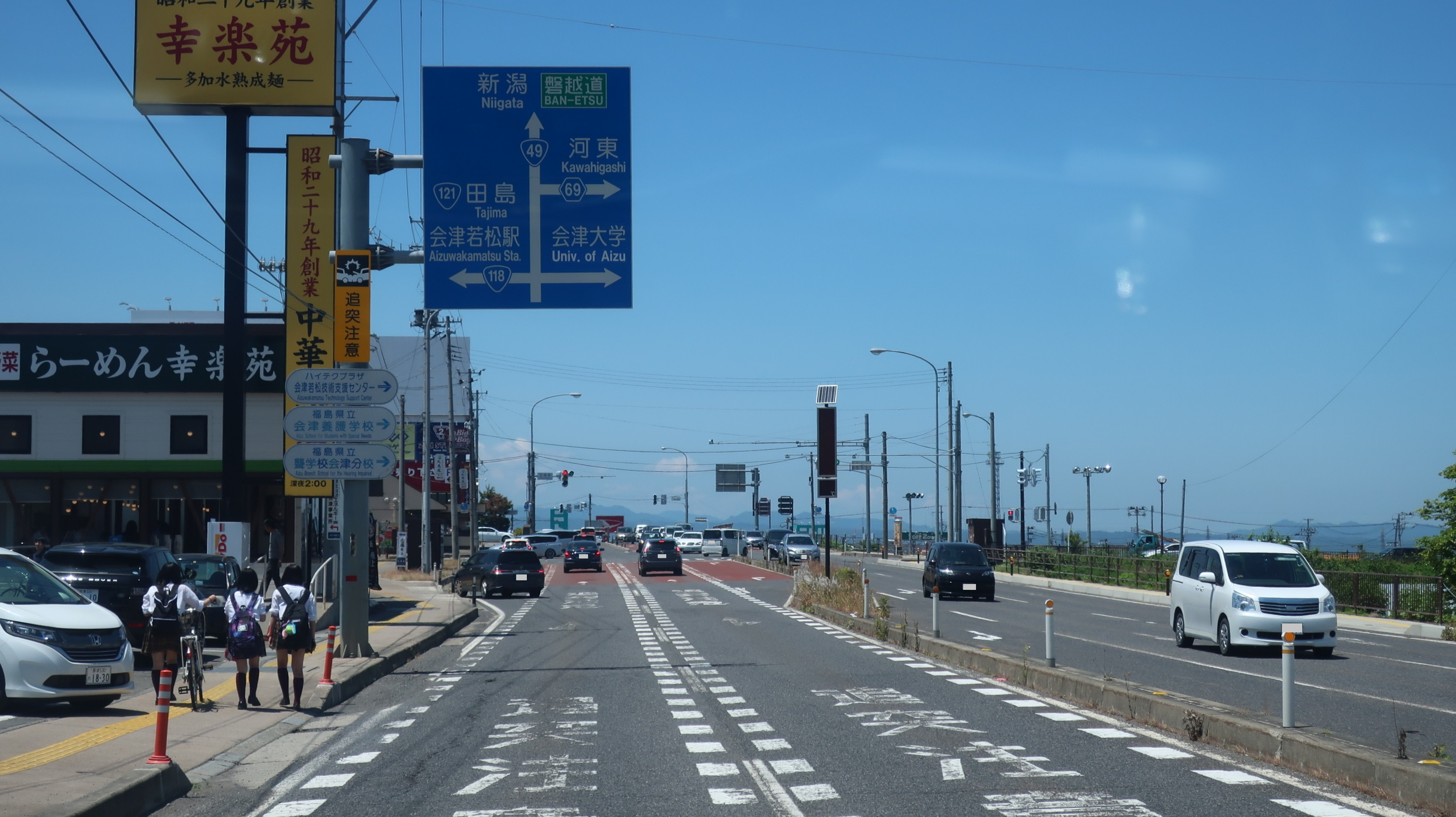
国道118号との分岐 福島県会津若松市一箕町
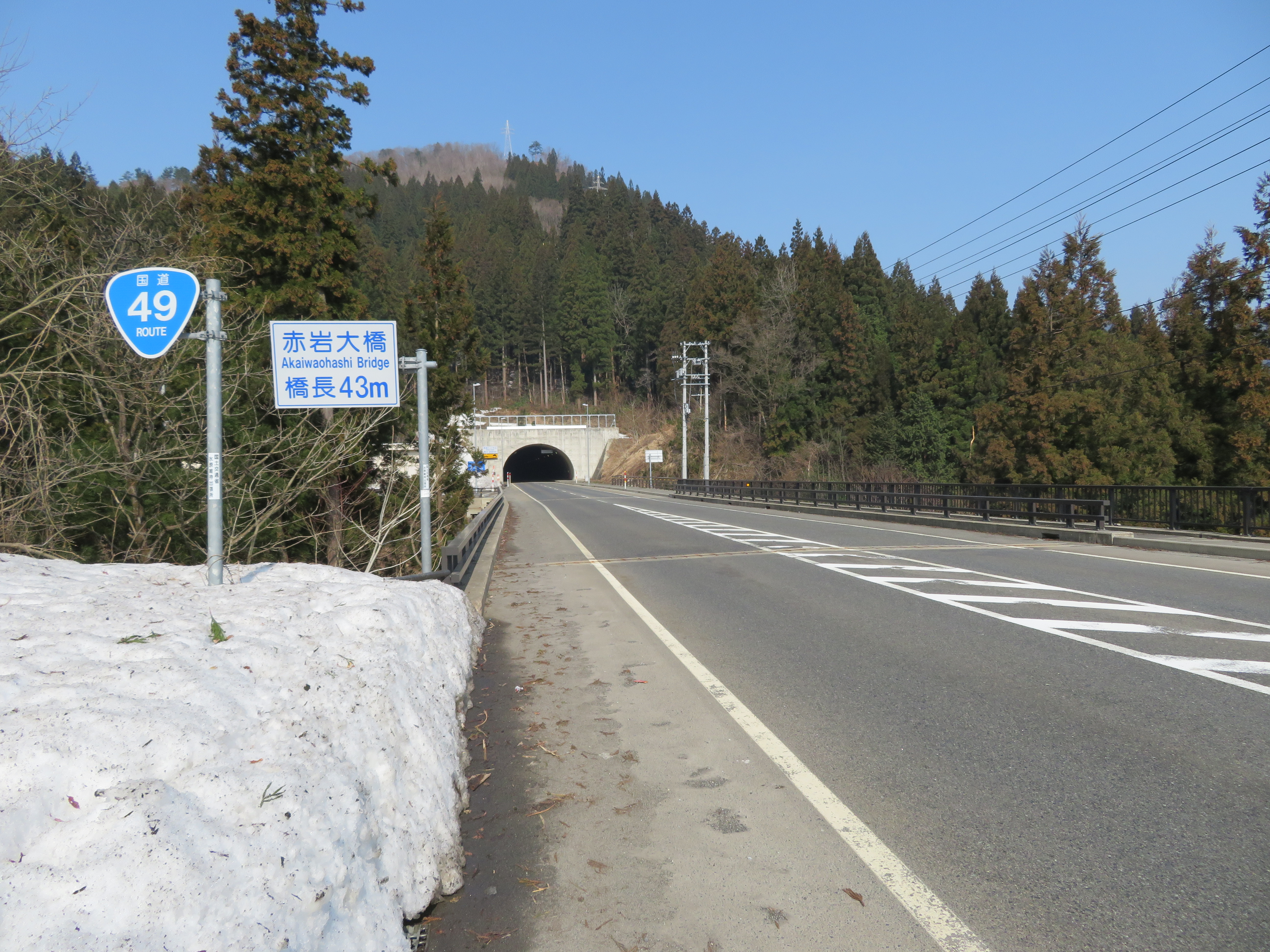
新潟県東蒲原郡阿賀町 赤岩大橋付近
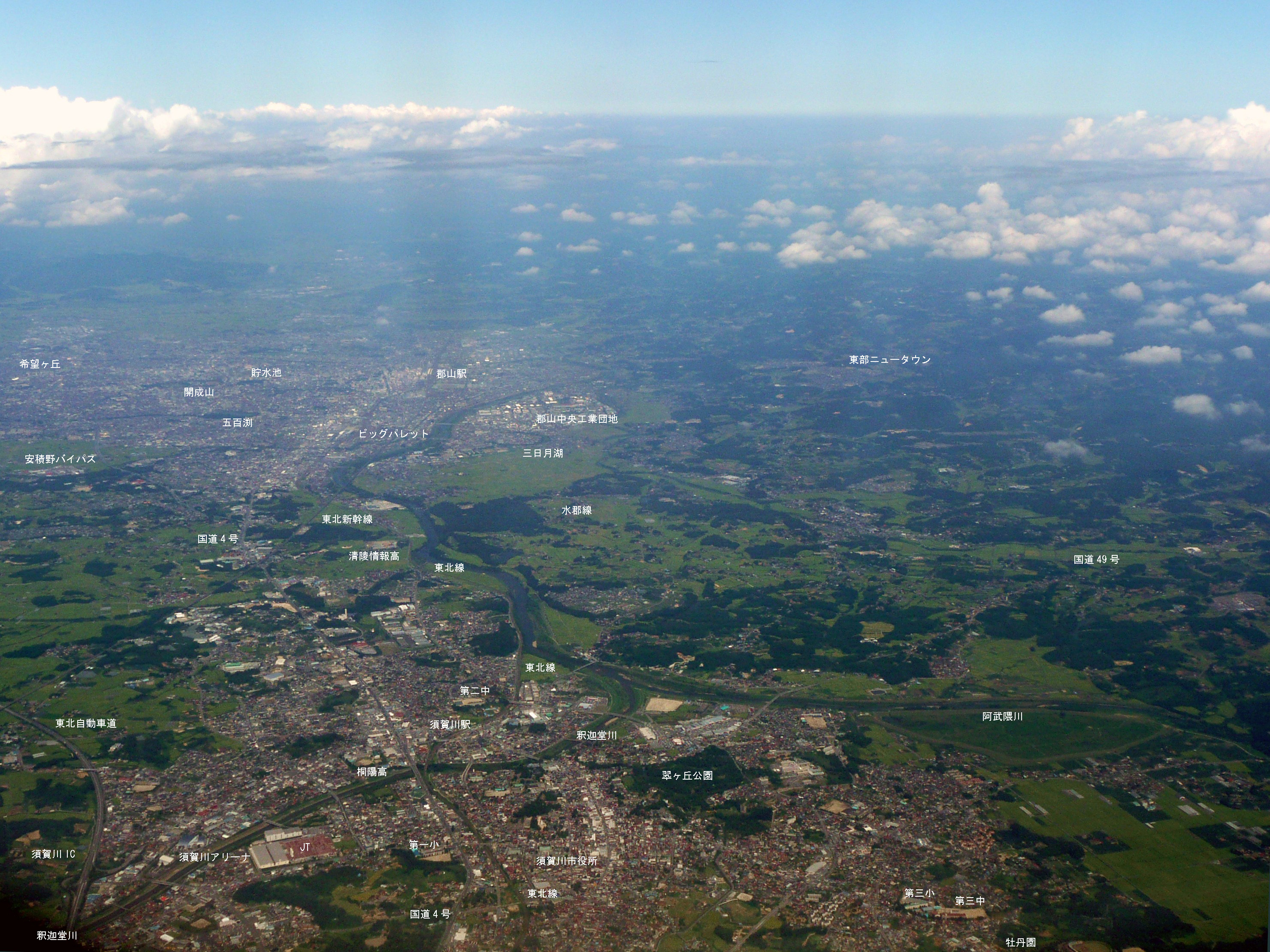
阿武隈川周辺と国道49号
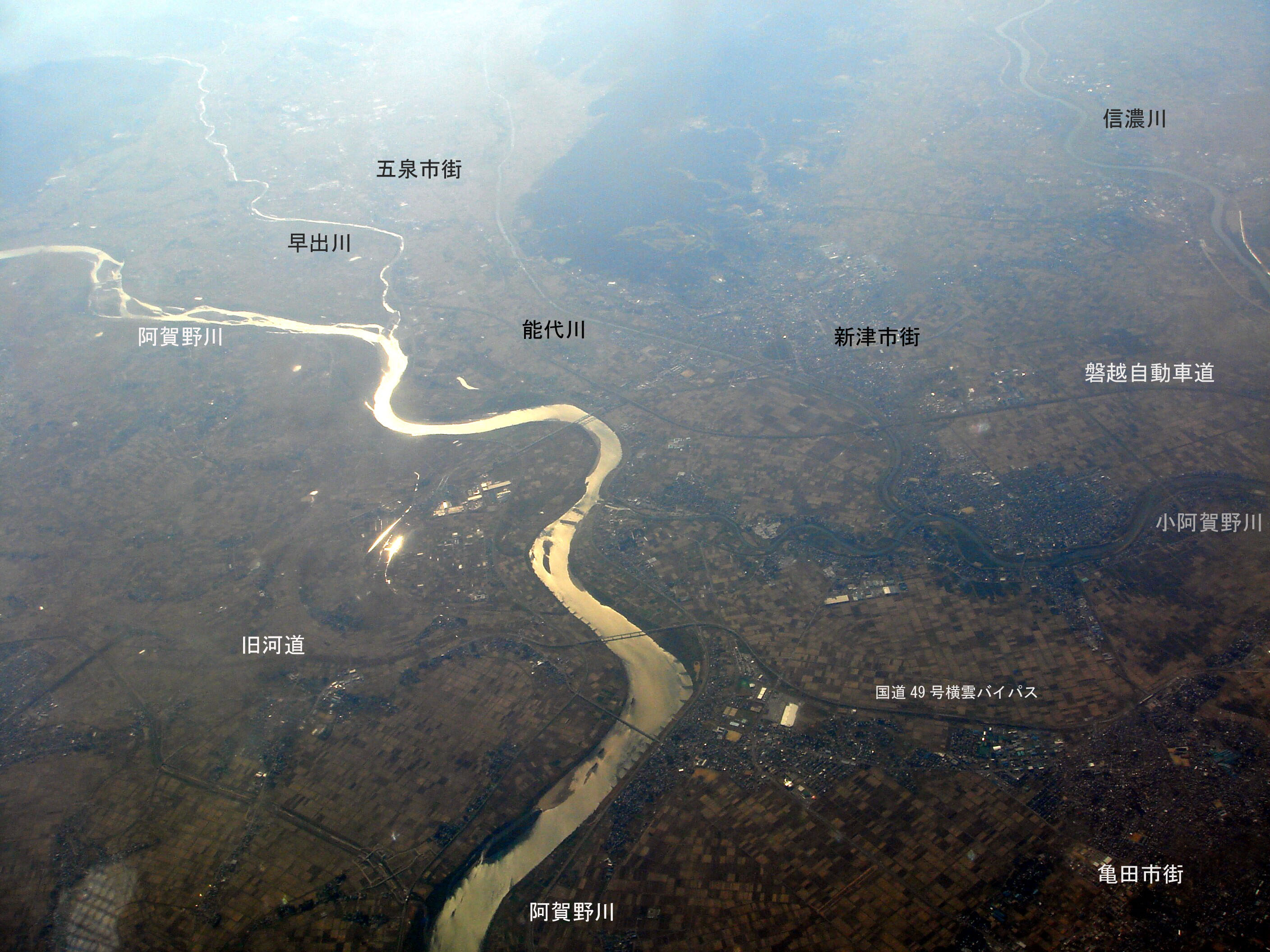
亀田市街から阿賀野川を横断する国道49号